# ウォータースタート

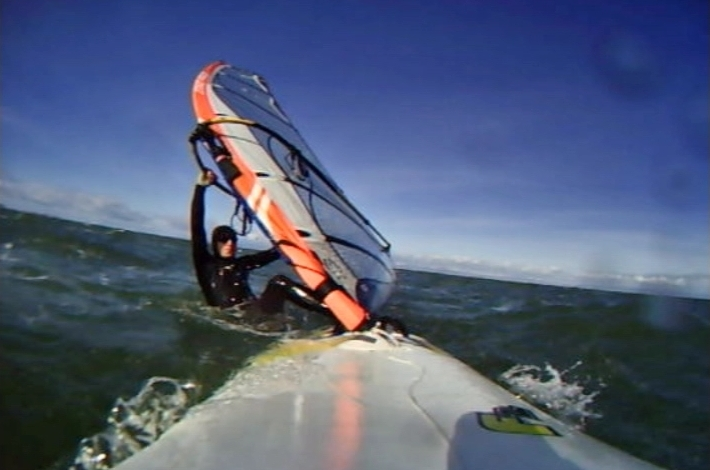
ウォータースタートを行うウィンドサーファー

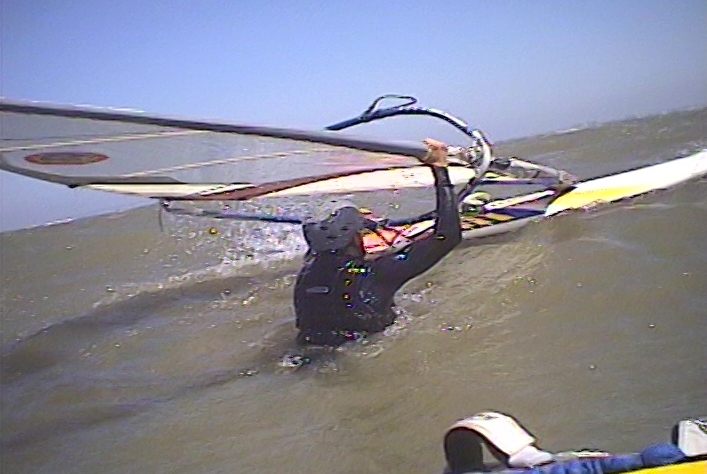
ウィンドサーフィンをするセーラーがリグを飛行したばかりで、ボードを最適な方向に向けている

ウォータースタート(waterstart)は、ウインドサーファーが沈して、セーリングを再開するための必須のテクニックである。セールアップ(Sailup)より効率的だが、ある程度の風を必要とする。

## 方法
先ずセールの水抜きし、セールに風を入れる、風をはらんだセールがセーラーを引き上げ、ボード上に戻れます。板の後部をセールの下に押し込み、ブームのフロント部をフットストラップ付近に置く、ボードの浮力でブームが浮くので水抜きの助けになります。
ウオータースタートは、セールアップより疲れずにより素早いが、技量、体重、敏捷性にもよるが１４ノット以上の風を要します。風を入れ、マストを高く上げて風を入れます。
強風下や、大きい波の中では必須のテクニックであり、又浮力の小さいボードでも必須のテクニックである。先ず浅瀬で練習しましょう。深い海（足の立たない）での機会はやって来ます。

## バリエーション
バリエーションとして、クリュウファースト・ウオータースタートとライトウインド・ウオータースタートがあります。

### クルーファーストウォータースタート(Clew-first waterstart)

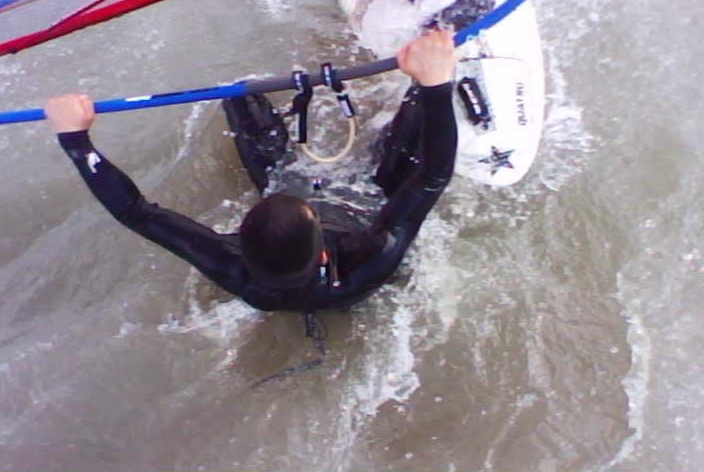
ウォーターファーストのクリューファースト、マストハンドがボードのテールに近いことに注意

ボードが逆に向いている時に使われる。大きな違いはマストが逆側にあり、より風下を向いていること、ボード上に戻ったらセールを返します。 
ライトウインド・ウオータースタート(Light wind waterstart)：

### ライトウインド・ウオータースタート(Light wind waterstart)
セールのフット部とマスト下部を掴んで行う。エキスパートは7～10ノットの風でもできます。そのため、専門家レベルのスキルと見なされます。 専門家は7-10ktのような軽い風でウォータースタートできます。 